# فاکسینال دو سوتورنو
فاکسینال دو سوتورنو (به پرتغالی: Faxinal do Soturno) یک منطقهٔ مسکونی در برزیل است که در ریو گرانده جنوبی واقع شده‌است. فاکسینال دو سوتورنو ۶٬۶۶۳ نفر جمعیت دارد.